# Armiñón (concejo)
Armiñón es un concejo del municipio de Armiñón, en la provincia de Álava. 

## Toponimia
En el año 1025 en la Reja de San Millán, consta como Aramingon.Otras denominaciones que ha tenido son Arminon (1168), Araminon (1237), Aramiñon (1338), Armiñon (1696-1773), Armiñón (1845-1850).

## Geografía física
El concejo, se encuentra a orillas del río Zadorra a 30 km al suroste del centro de Vitoria y forma parte de la Cuadrilla de Añana.
| Noroeste: Igay, Melledes | Norte: Manzanos | Nordeste: Estavillo |
|                          |                 |                     |
| Suroeste: Rivabellosa    | Sur: Rivaguda   | Sureste: Lacervilla |

## Historia
Recibió el fuero de Treviño en marzo de 1274.

## Demografía
| Gráfica de evolución demográfica de Armiñón entre 2000 y 2022 |
|                                                               |
| Población de derecho según los censos de población del INE.   |

## Cultura

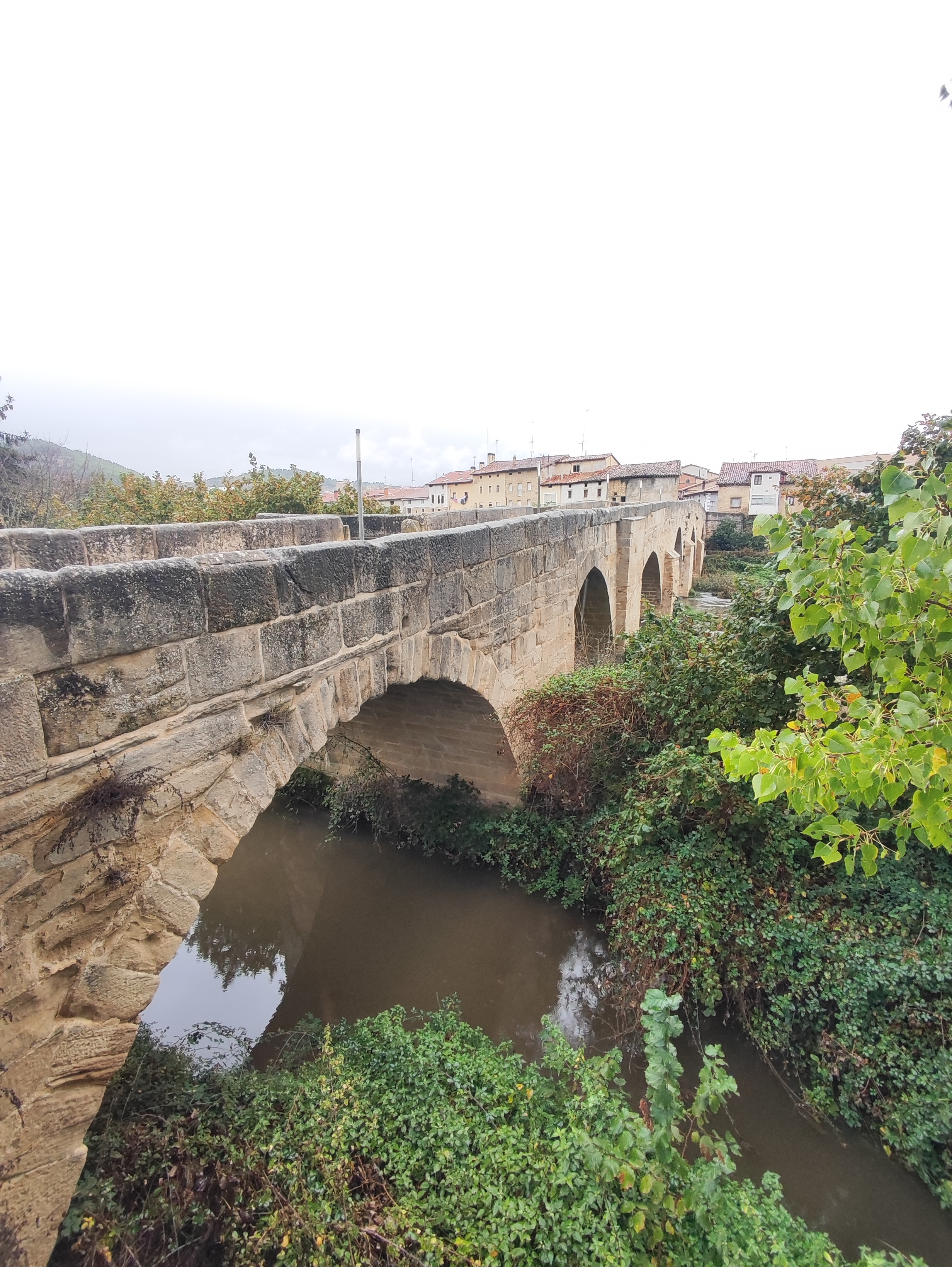
Puente viejo de Armiñón

### Patrimonio material
- Iglesia de San Andrés.[6]
- Puente viejo sobre el río Zadorra. Aparece por primera vez en un documento de 1339. Su morfología varió con el paso del tiempo. El Mapa Provincial de Puentes de 1659 lo menciona con seis ojos. El resto de los Mapas conservados (1665, 1692, 1744), sin embargo, lo citan siempre con cuatro ojos únicamente. Hay que tomar con reservas estos datos pues parece difícil que un elemento de estas características e importancia pierda dos arcos en seis años sin dejar el mínimo rastro documental, con todo lo que conllevara de reestructuración de la superficie viaria; más bien podría tratarse de la mención de los arcos centrales sobre el Zadorra, obviando los laterales en seco que cumplirían la función de desaguaderos ocasionales.[7]

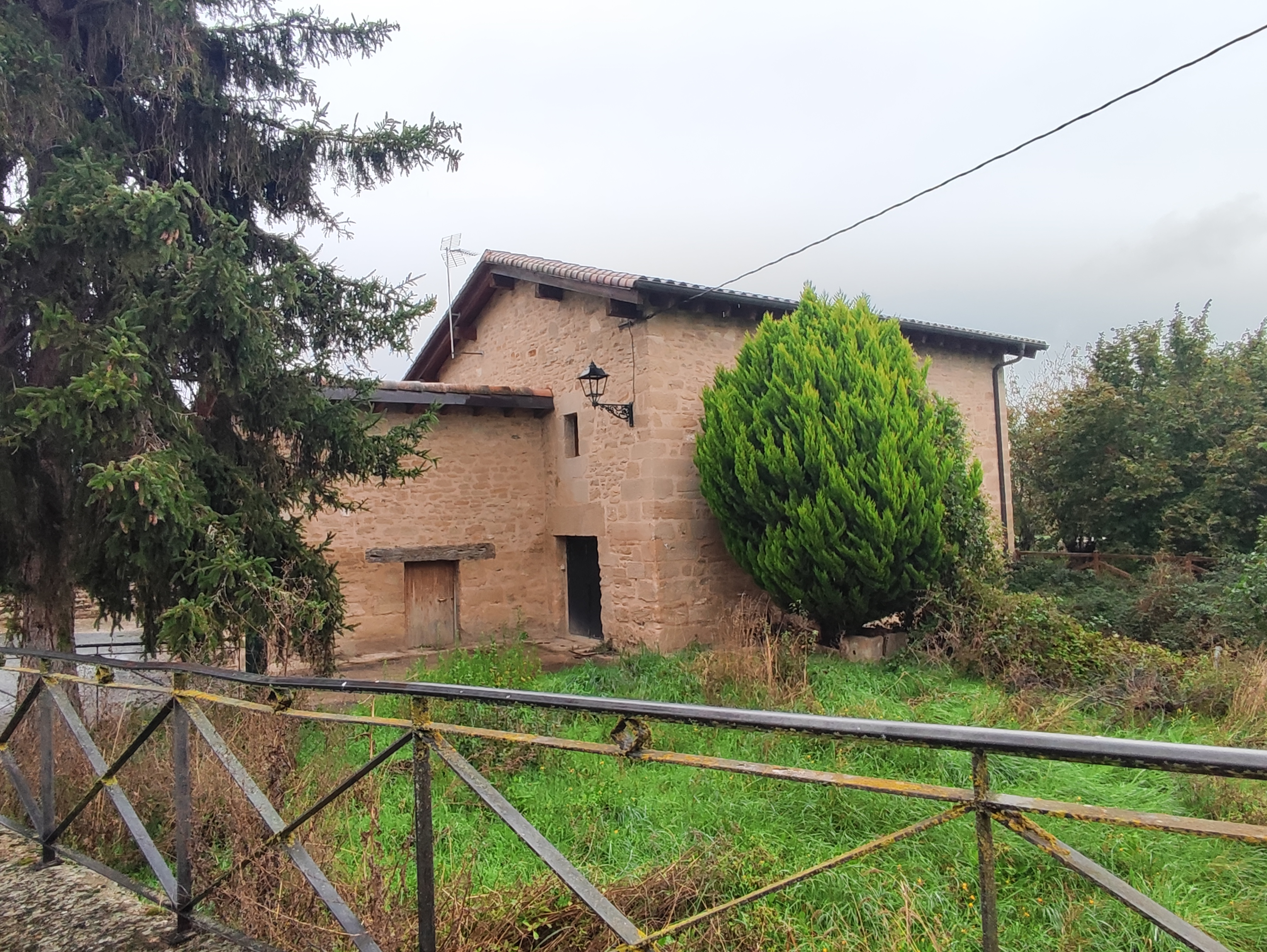
Molino de Armiñón

- Molino de ArmiñónMolino que además de las propias dependencias molturadoras incorporaba las habitaciones propias de la vivienda del molinero y su familia. Se localiza junto al río Zadorra, en la margen derecha de éste, al otro lado del caserío de Armiñón y unidos entre sí por el magnífico puente medieval que vadea en ese punto al Zadorra. Mantiene en estado aceptable el sistema hidráulico necesario para desarrollar su función.[8]
- Fuente de la plaza construida en 1852 para el abastecimiento de agua potable al vecindario de Armiñón reducida, hoy, a mero hito conmemorativo de la primitiva función con grifo y pila modernos.[9]
- Casa consistorial. Edificio de planta rectangular con fachada principal en el lado mayor, de sillería, que presenta huecos ordenados con balcones rasos en planta primera y ventanas rectangulares y huecos de paso en planta baja. Todos los huecos presentan sillares con labra de resalte ortogonal en el perímetro del hueco. Cubierta a un agua hacia la fachada principal, con alero sobre remate de sillería. Laterales de mampostería.[10]

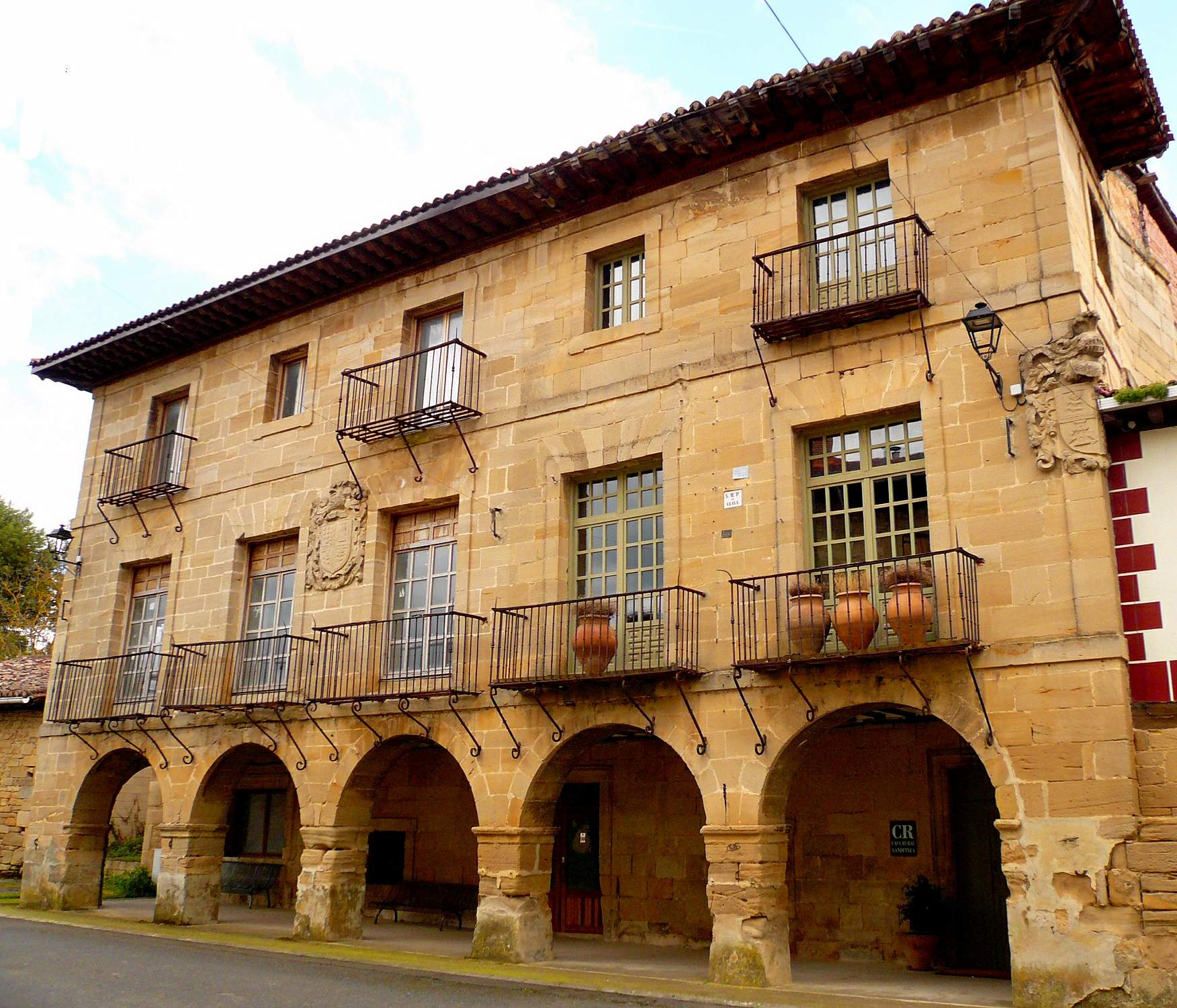
Palacio Montoya

- Palacio MontoyaPalacio Montoya. Palacio barroco de los marqueses de Terán.[11] Ejemplar de arquitectura doméstica, noble del siglo XVII, elegante en el equilibrio de sus proporciones y en el juego de los macizos y vanos de su fachada. En su parte baja se abre un pórtico de cinco arcos de medio punto, en línea con la calle, y dos como accesos laterales a este porche en cuyo interior se encuentran las tres portadas del palacio, adinteladas y molduradas en su perfil.[12]
- Centro social y sala del concejo, con sala multiusos y bar. Antiguamente se ubicaba allí el juego de bolos.